# Mészáros Máté
Mészáros Máté (Székesfehérvár, 1975. október 31. –) Jászai Mari-díjas magyar színész.

## Élete és pályafutása
Kamaszként rockzenekarban énekelt és harmonikázott. Középiskolai tanulmányait Pécsett, a Kodály Zoltán Gimnázium olasz-magyar kéttannyelvű tagozatán végezte 1990 és 1995 között. Pécs szívében, a Hunyadi Mátyás Fiúkollégiumban lakott, ahol nevelőtanára – Hegedűs "Brácsa" István – nagy jövőt jósolt neki. Gimnáziumi évei alatt Freppán György, Énekes "Vödör" Ambrus és Oláh József tanárok voltak rá a legnagyobb hatással.
Az érettségi után egy pécsi cédéboltban dolgozott, majd sikertelenül próbált felvételizni a pécsi egyetem bölcsészkarára. Pesten az Új Színház Stúdiójába felvételizett, ahol három évet töltött el – kisebb szerepeket a színházban is játszott. Harmadszorra vették fel a Színház- és Filmművészeti Egyetemre, Máté Gábor és Horvai István osztályába.
Az egyetem alatt felnőttfilmeket szinkronizált.
2003-ban diplomázott, ami után tudatosan vidéki színházat választott munkahelyének. 2002 és 2010 között 40 szerepet játszott el az egri Gárdonyi Géza Színházban, ahol a gyakorlatát is töltötte. Több darabban játszott együtt húgával, Mészáros Sárával. 2008-ban Jászai Mari-díjat kapott. 2010-2015 között a Vígszínház művésze volt, majd szabadúszó lett. 2017-től az Orlai Produkciós Iroda társulatának tagja.
A „legendás Máté-osztály” nyári műhelymunkája során, az Alkal/Máté Színésztrupp égisze alatt 2011-ben dolgozták fel életét.
Tagja a Hegedűs Az Áruló színészzenekarnak. Húga, Mészáros Sára a szentesi drámatagozatos gimnázium után a Színművészeti Egyetem bábos osztályában végzett.

## Szerepei

### Színház
Second life avagy kétéletem (Hatszín Teátrum)
A Színházi adattárban regisztrált bemutatóinak száma: 92.

### Film és televízió
- Csocsó, avagy éljen május elseje! (2001)
- Szerelemtől sújtva (2003)
- Nyár utca, nem megy tovább (2011)
- Aglaja (2012)
- Hacktion: Újratöltve (2013)
- Berosált a rezesbanda (2013)
- Coming out (2013)
- Isteni műszak (2013)
- Munkaügyek (2013)
- VAN valami furcsa és megmagyarázhatatlan (2014)
- Gondolj rám (2016)
- Barátok közt (2016)
- Csak színház és más semmi (2016)
- Kincsem (2017)
- Egynyári kaland (2018)
- A mi kis falunk (2018)
- Bogaras szülők (2018)
- Seveled (2019)
- Jófiúk (2019)
- Hét kis véletlen (2020)[10]
- Apatigris (2021)
- Keresztanyu (2021)
- Nagykarácsony (2021)
- Hotel Margaret (2022)
- A Séf meg a többiek (2022)
- Nyugati nyaralás (2022)
- A Király (2022)
- Átjáróház (2022)
- Drága örökösök – A visszatérés (2022–2024)
- Hunyadi (2025)
- Szenvedélyes nők (2025)

## Cd-k és hangoskönyvek
- Kertész Imre: Sorstalanság

## Díjai
- 2007: POSZT – Legjobb férfialakítás díja (Tupolszki nyomozó, A párnaember)
- 2008: Jászai Mari-díj
- 2013: Ajtay Andor-emlékdíj
- 2018: Brighella-díj – Vidor Fesztivál (Párterápia - legjobb férfi epizódalakítás)